# Asplenium × shawneense
Asplenium × shawneense là một loài dương xỉ trong họ Aspleniaceae. Loài này được R.C. Moran H.E. Ballard mô tả khoa học đầu tiên năm 1983.